# Rikke Raben
Rikke Raben (født 1965) er en dansk skulptør og medaljør.

## Barndom
Rabens forældre var filmkonsulent og filminstruktør Frits Raben og tv-producer, instruktør og manuskriptforfatter Ulla Raben.

## Karriere
Rabens første værk var en helfigur skulptur af Aigeus (en kopi af en forsvundet Bissen skulptur) for DR tv-serien Bryggeren (1996). Mellem 1987 og 2006 arbejdede hun for DR med produktionsdesign på adskillige film- og tv-produktioner. 
I 2000 blev Raben bedt om at udføre en portrætmedalje af Hendes Majestæt Dronning Margrethe II for Nationalbanken. I 2001 fik hun i kommission at skabe portrætskulpturer af filminstruktøren  Lars von Trier og film producer Peter Aalbæk Jensen for filmproduktionsselskabet Zentropa, og i 2002 fik hun i kommission fra Nationalmuseet at skabe en portrætmedalje af professor Jørgen Jensen.
In 2010 fik hun opdraget af designe Niels Bohr Institutets æresmedalje. og det medfølgende diplom. Hun har også skabt et relief af de fire Nobelprismodtagere, George de Hevesy, Ben R. Mottelson, Aage Bohr og Niels Bohr, for Niels Bohr Institutet (2012).Relieffet kan ses på muren uden for institutet på Blegdamsvej i København.
I 2022 fik hun, fra Afdelingen for klinisk fysiologi og nuklear medicin på Rigshospitalet, et opdrag om at udføre et portræt af Fru Birthe Meyer fra Meyer Fonden i København. Relieffet kan ses på afdelingen. 
I 2019, fik hun som opdrag at skabe en  statue af den danske forfatter Karen Blixen til Sankt Annæ Plads i det centrale København. Den blev afsløret i 2024.
Ved siden af hendes offentlige arbejder har Rikke Raben skabt fuld-figur skulpturer, buster, relieffer og medaljer for private kunder. 

## Bog
"Unity of Knowledge – Scrapbook from the Niels Bohr Institute". Strandberg Publishing, 2021.

## Externe links
- Wikimedia Commons har flere filer relateret til Rikke Raben
- Rikke Raben